# هالی آن هال
هالی آن هال (انگلیسی: Holly-Anne Hull؛ زادهٔ ۱۷ اکتبر ۱۹۹۴) خواننده اهل بریتانیا است. او پس از اجرای زنده برای الیزابت دوم در سال ۲۰۰۶، در آوریل ۲۰۰۹ برندهٔ مسابقهٔ مای کمپ راک از شبکه دیزنی بریتانیا شد و نسخه‌ای از ترانهٔ «This Is Me» را به همراه موزیک ویدئو منتشر کرد. در سال ۲۰۱۳، او به همراه دو دوست صمیمی‌اش گروه دخترانه‌ای در سبک کانتری پاپ تشکیل دادند که بعدها نام ریممبر ماندی را برای آن انتخاب کردند. این گروه تا مرحلهٔ ناک‌اوت در فصل هشتم برنامهٔ صدای بریتانیا پیش رفت، در برنامهٔ جنیفر هادسن اجرا داشت و در مسابقه آواز یوروویژن ۲۰۲۵ به نمایندگی از بریتانیا با ترانهٔ «What the Hell Just Happened?» شرکت کرد.